# Live-Ism
Live-Ism è un video concerto del duo pop rock svedese Roxette, pubblicato nel 1992 dalla Picture Music International.

## Descrizione
Live-Ism è un video rilasciato in VHS e Laserdisc. 
Il concerto, tenuto a Sydney, in Australia, è stato registrato all'Entertainment Centre, il 13 dicembre 1991, durante il tour mondiale "Join The Joyride World Tour 1991/92", e si divide anche, con immagini tra i camerini, nel backstage, varie sequenze di montagne russe di un luna park, tra la folla ed i fans, in un megastore e a firmare autografi.
L'esibizione di "Soul Deep" è resa anche in un video in bianco e nero, mentre in "The Big L." si alternano anche delle scene per il soundcheck.
Church of Your Heart e (Do You Get) Excited? sono i videoclip ufficiali usati anche a livello promozionale.
Le versioni live di The Look e Joyride sono state pubblicate nell'album Tourism, mentre Hotblooded, Dressed for Success e It Must Have Been Love sono state pubblicate come b-side.

## Tracce
1. (Unlisted) 1 - Intro
2. Hotblooded
3. Dangerous
4. The Big L
5. Watercolours in the Rain
6. Church of Your Heart
7. Knockin' on Every Door
8. Things Will Never Be the Same
9. (Unlisted) 2 - Promozione
10. Dressed for Success
11. Soul Deep
12. The Look
13. (Unlisted) 3 - Backstage
14. It Must Have Been Love
15. (Do You Get) Excited?
16. Joyride
17. Perfect Day
18. (Unlisted) 4 - Credits

- Materiale Extra: How Do You Do! (Video musicale)